# Kahlanger Schanze
Kahlanger Schanze – skocznia narciarska w niemieckim Oberaudorfie. W 1999 przeszła przebudowę. Jej rekordzistą jest Austriak Thomas Thurnbichler, który 7 stycznia 2001 oddał na niej skok o długości 91 m. Rekordem skoczni pań jest 87 m uzyskane 22 stycznia 2005 przez Norweżkę Anette Sagen. Nachylenie progu skoczni wynosi 10°, a nachylenie progu 34,6°. Odbywają się na niej zawody o Puchar Willego Sachsa. Obiekt otrzymał homologację FIS.
W tym samym kompleksie znajdują się również trzy mniejsze skocznie (K35, K18 i K9) znane jako Hocheckschanzen.